# 羊腸弦
羊腸弦（gut strings）由羊腸線製成，是早期竪琴、小提琴、二胡等弦樂器的發聲體。
進食時能夠擴張而在消化時能收縮的能力是使得羊腸線成為製作琴弦最理想的材料。在歐洲，羊腸弦一直是弦樂器的唯一選擇，通常是裸弦，或者上了漆。直到19世紀，冶金工藝開始成熟，遂有金屬絲包羊腸線的弦。在現代，除了對羊腸弦的音色有特別執著的演奏家外，大都採用合金線包合成纖維的弦。
每一項樂器的弦都是由多根的羊腸線組合而成，如曼陀林（mandolin）等小型樂器是由兩根羊腸線作為一條弦，大型的弦樂器如低音提琴（double bass）則需要120根羊腸線才能製成一條弦。最好的羊腸弦據說是意大利生產的「羅馬弦」。
羊腸弦的特色是手感張力柔和，可以發出最豐富的音色，音質也有深邃的內涵，溫暖及多層次的色彩極為接近人聲，暫時未有其他弦可取代其幽美的音色。缺點是對濕度、溫度十分敏感，變化極少也會影響它的音準，且反應時間最慢，因此需要適應過程。另一個缺點則是延伸性較大，安裝新弦到琴上要幾天才穩定下來。